# Doveri ütközet (1916)
A doveri-szorosban vívott első tengeri ütközetre 1916. október 26-27-én került sor Nagy-Britannia és a Német Birodalom könnyű haditengerészeti egységei között. Ennek során két német romboló-flottilla valamint egy romboló-félflottilla rajtaütött a doveri tengerzárt fenntartó brit hajókon. Az éjszakai összecsapásban a britek elveszítettek egy rombolót, egy csapatszállító hajót és számos driftert, míg a németeknek csupán az egyik rombolójuk rongálódott meg könnyebben.

## Előzmények
1916 októberében a Flandriai Haditengerészeti Hadtestet (Marinekorps Flandern) két teljes torpedónaszád-flottillával erősítették meg. A III. és IX. rombolóflottillák (Torpedoboot-Flottillen III. und IX.) áthelyezésével a Doveri-szoros térségében jelentősen átrendeződtek az erőviszonyok. Míg korábban a Marinekorps Flandern csak három nagy torpedónaszáddal (rombolóval) és számos kisebb, alacsonyabb harcértékű A-osztályú torpedónaszáddal (Kleiner Torpedooboot avagy Küstentorpedoboot) bírt, az erősítések révén immár 23 rombolóval (Großes Torpedoboot) rendelkezett, melyekkel már felvehették a harcot a Royal Navy Doveri-szorosban őrjáratozó erőivel (Dover Patrol). Mivel eddig a gyengébb német erők hónapokig nem szálltak szembe velük, a britek támadástól nem tartva csökkentett közvetlen védelemmel látták el a tengerzárt fenntartó felfegyverzett halászhajóikat.
Az új flottillák beérkeztével a Marinekorps Flandern vezetője, Ludwig von Schröder tengernagy, úgy döntött, hogy támadást intéz a tengerzár ellen. Habár a britek megtiltották az éjszakai szállítmányozást a szorosban egy német támadástól tartva, a tengerzár hajói nem voltak felkészítve egy rajtaütésre. A szorosban lévő zsákhálós halászhajók (naval drifter) védelmét mindössze a Flirt romboló, az Ombra nevű felfegyverzett yacht és a H. E. Straud felfegyverzett halászhajó (őrhajó; naval trawler) látta el. A tengerzárt tengeralattjárók elleni hálók vontatásával fenntartó négy drifter-divízió egységeit csak puskákkal szerelték fel. A tengerzár védelmére Doverben készenlétben tartottak hat Tribal-osztályú rombolót, melyeket szükség esetén segítségül hívhattak, mint ahogy a Harwich kikötőjéből operáló rombolók (Harwich Force) The Downs-nál szétszórva elhelyezkedő erőit is.

## Az ütközet
A német rombolók öt csoportra oszlottak és mindegyik csoport a csatorna egy bizonyos részét közelítette meg. Az 5. félflottilla a doveri tengerzár felé tartott és hamarosan a 10. drifter-divízió öt hálót vontató drifterére akadtak és támadást intéztek ellenük. Az ágyúlövéseket hallva a védelmüket ellátó Flirt megközelítette az ismeretlen egységeket és fényjelekkel azonosításra szólította fel őket, mire azok ugyanezekkel a jelekkel válaszoltak. A Flirt tanácstalan parancsnoka úgy vélte, szövetséges hajókkal áll szemben és a lövéseket tengeralattjárókra adhatták le. A fedélzetéről még egy csónakot is vízre bocsátottak, hogy a süllyedő drifterek legénységét menthessék. A német hadihajók ekkor támadást intéztek a meglepett romboló ellen. A Flirt megpróbált belerohanni az egyik német rombolóba, de rövid harc után elsüllyedt több gránát- és két torpedótalálat következtében. A Flirt elsüllyesztése után a németek folytatták a tengerzár elleni támadásukat és a 8. és 16. drifter-divízió két-két drifterét elsüllyesztették valamint további hármat valamint a H. E. Straudot megrongálták mielőtt visszavonultak volna.
Mikor Reginald Bacon tengernagy tudomást szerzett a rajtaütésről, a hat Tribal-osztályú rombolóját (HMS Amazon, Mohawk, Viking, Tartar, Cossack és Nubian) kiküldte a németek ellen. Henry Oliphant (Viking), a kötelék vezetője a parancsokat félreértelmezte és azokat két laza csoportra osztotta. Egyikhez a Viking, a Mohawk és a Tartar tartozott, a másikhoz a Nubian, az Amazon és a Cossack. A Nubian messze előrhajózott és elsőként ért a Flirt elsüllyedésének a helyszínére. Egy másik német félflottilla elfogta az üresen közlekedő Queen of Goodwin Sands csapatszállító hajót mikor az Franciaországból épp hazafelé tartott. Egy német különítmény átszállt a hajóra és a legénységének biztonságba helyezése után elsüllyesztették azt.
A 17. romboló-félflottillával való találkozásakor a Nubian ugyanazt a hibát követte el, mint a Flirt, és a német hajókat szövetséges egységeknek vélte. A németek heves tüzében megpróbált a vonalban haladó hajóik utolsó egységébe belerohanni, de egy torpedótalálat szétrobbantotta az orrát és így már csak egy sodródó hajótest volt csupán. A hamarosan segítségére érkező Amazon és a Cossack harcba szállt a németekkel, akik számos találatot értek el az Amazonon és üzemképtelenné tették két kazánját mielőtt visszavonultak.
A Viking vezette raj is találkozott német rombolókkal. A német 18. félflottilla Zeebrugge felé tartott vissza, mikor Oliphant csoportjának rombolóiba ütközött és továbbhaladásuk közben tüzet nyitottak rá. A Viking sérülések nélkül megúszta a találkozást, de a Mohawkot számos találat érte, még mielőtt a németek elszakadtak. A harcok vége felé Bacon tengernagy útnak indította a Dunkerque-ben állomásozó romboló-divíziót, hogy még a Flandriába való visszatérésük előtt elfogják a visszavonuló német rombolókat, de nem jártak sikerrel.

## Következmény
A britek képtelenek voltak feltartóztatni a német rajtaütést és a drifterek elsüllyesztése során 45 emberük veszett oda, 4 megsebesült és 10 fogságba esett. Brit oldalon a Flirt mellett hat drifter és egy csapatszállító süllyedt el, három romboló, három drifter és egy felfegyverzett halászhajó rongálódott meg. Német oldalon csak a G 91 rongálódott meg kisebb mértékben, emberveszteségük nem volt. A rajtaütés sikere a németeket további akciók végrehajtására buzdította november folyamán a La Manche irányába, majd a III. és IX. romboló-flottillákat visszarendelték a Nyílt-tengeri Flotta állományába.

## Fordítás
- Ez a szócikk részben vagy egészben  a   Battle of Dover Strait (1916) című angol Wikipédia-szócikk ezen változatának fordításán alapul.  Az eredeti cikk szerkesztőit annak laptörténete sorolja fel. Ez a jelzés csupán a megfogalmazás eredetét és a szerzői jogokat jelzi, nem szolgál a cikkben szereplő információk forrásmegjelöléseként.